# Krzysztof Matuszewski
Krzysztof Matuszewski (ur. 1957) – polski filozof i tłumacz, absolwent Kulturoznawstwa oraz Filozofii na Uniwersytecie Łódzkim, profesor Uniwersytetu Łódzkiego w Instytucie Filozofii. Specjalizuje się przede wszystkim we współczesnej filozofii francuskiej.

## Życiorys
W 1980 ukończył Kulturoznawstwo na Uniwersytecie Łódzkim, a w 1984 Filozofię. W tym samym roku został zatrudniony w Instytucie Filozofii Uniwersytetu Łódzkiego. 28 października 1993 obronił na Wydziale Filozoficzno-Historycznym Uniwersytetu Łódzkiego stopień doktora. Jego promotorem był Wiesław Telesfor Gromczyński, natomiast praca doktorska nosiła tytuł: Pierre Klossowski - myśliciel suwerenny. Monomania jako transgresja filozofii. 21 lutego 2008 uzyskał habilitację, jego praca nosiłą tytuł Georges Bataille - inwokacje zatraty.
Tłumaczył z języka francuskiego (często wspólnie z Bogdanem Banasiakiem) dzieła m.in. takich autorów jak: Étienne de La Boétie, markiz de Sade, Charles Fourier, Joris-Karl Huysmans, Marcel Proust, Georges Bataille, Maurice Blanchot, Pierre Klossowski, Michel Foucault, Gilles Deleuze, Jacques Derrida, Jean-Noël Vuarnet. 
Jego artykuły ukazywały się w takich czasopismach jak: „Colloquia Communia”, „Twórczość”, „Literatura na Świecie”, „Przegląd Humanistyczny”, „Sztuka i Filozofia”, „Nowa Krytyka”, „Humanistyka i Przyrodoznawstwo”.

## Publikacje
- Wśród demonów i pozorów. Monomania Pierre’a Klossowskiego (1995)
- Georges Bataille - inwokacje zatraty (2006)
- Sade. Msza okrucieństwa (2008)